# La Cousine d'Amérique
Pour plus de détails, voir Fiche technique et Distribution.
La Cousine d'Amérique (Let's Be Happy) est une comédie musicale britannique réalisée par Henry Levin, sortie en 1957.

## Synopsis
Jeune blanchisseuse, Jeannie McLean, hérite de 5 000 $ à la mort de son grand-père. Elle s’offre un voyage en Écosse d’où sa famille est originaire. À Édimbourg, elle descend dans le plus grand palace de la ville et joue les milliardaires. Un écossais ruiné, Lord James MacNairn, lui fait une cour assidue et lui propose de l’épouser. Quand il apprend que Jeannie a dilapidé son petit héritage en quelques jours, celle-ci ne l’intéresse plus. La jeune femme rentre en Amérique reprendre sa modeste vie de blanchisseuse. Mais alors qu’elle s’y attend le moins, elle va découvrir que le bonheur ne se trouve pas forcément dans la vie de palace.

## Fiche technique
- Titre : La Cousine d'Amérique
- Titre original : Let's Be Happy
- Réalisation : Henry Levin
- Scénario : Diana Morgan et Dorothy Cooper, d'après la pièce de théâtre Jeannie d'Aimée Stuart
- Musique : Nicholas Brodszky
- Direction musicale : Louis Levy
- Producteur : Marcel Hellman
- Productions : Sonofilm
- Distributeur : Warner Bros.
- Procédés : CinemaScope Technicolor
- Format : 2.35:1
- Extérieurs tournés à Paris et Édimbourg
- Pays d'origine :  Royaume-Uni
- Genre : Comédie romantique et film musical
- Durée : 103 minutes

## Distribution
- Vera-Ellen : Jeannie MacLean
  - Joan Small : voix chantée de Jeannie MacLean
- Tony Martin : Stanley Simon
- Robert Flemyng : Lord James MacNairn
- Zena Marshall : Helene
- Helen Horton : Sadie Whitelaw
- Beckett Bould : Révérend MacDonald
- Vernon Greeves : Steward Air France
- Russell Waters : Concierge de l'hôtel
- Alfred Burke : Le distributeur de tickets français
- Eugene Deckers : Employé de wagon-restaurant
- Carl Duering : Inspecteur des douanes
- Charles Carson : M. Ferguson, avocat